# Восстань, Украина!
«Восстань, Украина!» (укр. Повстань, Україно!) — масштабные протестные акции украинских оппозиционных сил со второй половины 2002 до первой половины 2003 года, которые оказали значительное влияние на украинскую политику до президентских выборов 2004 года. Продолжение предыдущей протестной кампании — «Украина без Кучмы».
Организаторами акции была «тройка» оппозиционных партий — Социалистическая партия, Коммунистическая партия и Блок Юлии Тимошенко. Позже к ним присоединилась «Наша Украина» Виктора Ющенко.
Целью акции гражданского неповиновения, впоследствии переросшей в попытку восстания, были досрочные выборы Президента Украины. Она проходила на фоне многих триггеров, которые существенно снижали рейтинг действующего Президента Леонида Кучмы: Кассетного скандала (дело Гонгадзе), скандала вокруг «Кольчуг», скандала с «темниками», Скниловской трагедии. Премьер-министром в то время был Анатолий Кинах, сменивший в прошлом году популярного Ющенко; Администрацию Президента возглавлял Виктор Медведчук; генеральным прокурором являлся Святослав Пискун.
Период нестабильности сентября-октября 2002 года имел, с одной стороны, консолидацию оппозиции в ожидании президентских выборов, а с другой — серьезный разворот власти в направлении России.

## Фактический ход событий

### Первый этап

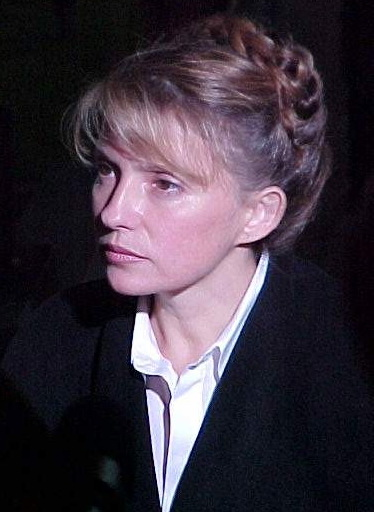
Юлия Тимошенко

31 марта 2002 года состоялись выборы в Верховную Раду, на которых провластный блок «За Единую Украину!» получил 175 мандатов, «Наша Украина» — 119, КПУ — 65, СДПУ(о) — 31, Блок Юлии Тимошенко — 22. По заключению международных наблюдателей, кампания имела недостатки с точки зрения равенства кандидатов в доступе к СМИ.
После выборов первое заявление о необходимости досрочной отставки власти 15 апреля сделала Юлия Тимошенко. Правые партии присоединились к протестному дискурсу в июне, а 17 июля лидер БЮТ во Львове сообщила, что осенью планируются широкомасштабные уличные выступления и разрешенные законодательством акции общественного неповиновения, целью которых будет отставка Президента Леонида Кучмы и проведения досрочных выборов Президента. Название акции — «Украина после Кучмы». К концу июля окончательно сформировалась четверка организаторов в составе социалистов, коммунистов, «Нашей Украины» и БЮТ. Дата выступления 16 сентября была определена за месяц. Именно в этот день два года назад исчез журналист Георгий Гонгадзе.
В обращении ко Дню Независимости 24 августа Леонид Кучма произнес идею конституционной реформы — перехода от нынешней президентско-парламентской системы власти к парламентско-президентской модели с предоставлением Верховной Раде права формировать кабинет министров. Как многократно отмечалось впоследствии, этим шагом власть взяла от оппозиции инициативу в формировании политической агенды, что отменило «революционную ситуацию».
2 сентября Социалистическая партия, Коммунистическая партия и Блок Юлии Тимошенко провели пресс-конференцию, на которой подтвердили намерение начать акции гражданского неповиновения с 16 сентября под лозунгом «Восстань, Украина!» с целью проведения досрочных президентских выборов. Лидер БЮТ Юлия Тимошенко объявила, что акции начнутся на Европейской площади в Киеве и во всех регионах Украины и продолжатся «до полной победы». Представители блока «Наша Украина» участия в пресс-конференции не принимали.
Накануне Шевченковский районный суд Киева запретил проведение массовых собраний в центре столицы и предложил альтернативное место для акций — аэродром «Чайка».

#### 16 сентября
В 15:00 на Европейской площади столицы встретились колонны Социалистической партии, Коммунистической партии, блока Юлии Тимошенко и блока Виктора Ющенко «Наша Украина» во главе со своими лидерами. На площади прошел митинг акции «Восстань, Украина!», в котором приняли участие от 20 до 50 тысяч человек. Около 12 тысяч митингующих представляли КПУ, около 3 тысяч — БЮТ, около 3 тысяч — НУ и около 2 тысяч — СПУ. Участники почтили минутой молчания память Георгия Гонгадзе.
Леонид Кучма в тот день находился за границей.
После выступлений политиков участники акции, делегированные от всех регионов украины, приняли резолюцию, в которой постановили отстранить Леонида Кучму от исполнения обязанностей Президента и объявить досрочные выборы главы государства. После этого они двинулись к Администрации Президента, чтобы вручить ему свое обращение.

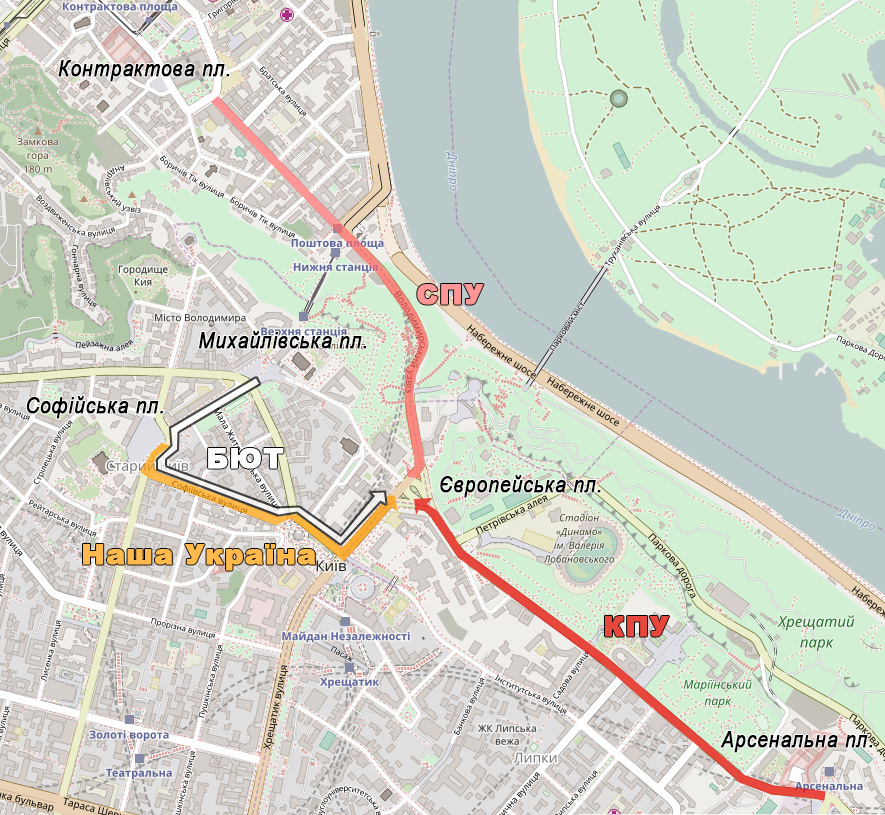
Движение колонн демонстрантов от мест сбора до Европейской площади, 16 сентября 2002 года

Между 17:00 и 18:00 демонстранты начали ставить палатки на пятачке перед Банковой и Лютеранской улицами. Первую палатку установили Турчинов, Тимошенко и Яворивский на перекрестке Банковой и Лютеранской. Далее палатки поставили на Шелковичной и Институтской улицах (всего их было разбито более 120). Тимошенко с командой предприняли попытку прорваться к АПУ.
В 18 часов милиция начала бить людей.
В 18:50 глава Администрации Президента Виктор Медведчук вышел общаться с лидерами протестующих. Тимошенко объявила, что палатки остаются на ночь, и в них, несмотря на сильный ливень, будут дежурить тысячи людей. Однако в упоминаниях очевидцев — дождь, а также твердость Медведчука, деморализовали пикетчиков.
После полуночи тройка лидеров оппозиционных сил назначила следующую масштабную акцию протеста на 24 сентября.

#### 17 сентября
Около 03:30 милиция начала окружать палаточный городок. В ответ на это участники акции протеста выставили по периметру палаток свою охрану. В 04:00 милиция начала штурм, «сначала смела охранный периметр», затем с применением щитов и дубинок начала разрушать палатки. Очевидцы утверждают, что тех, кто находился в них, избивали.

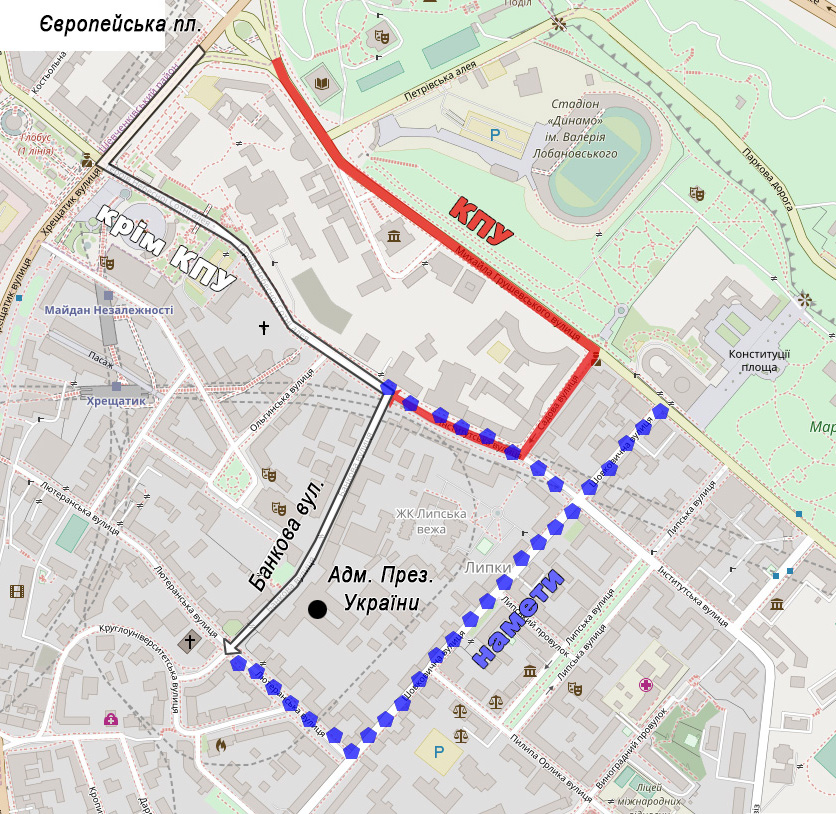
Движение колонн демонстрантов от Европейской площади до Администрации Президента Украины и установка палаток, 16 сентября 2002 года

В 05:50 зачистка городка уже закончилась, все палатки вывезли грузовыми машинами. Официально, работники милиции помогали судебным исполнителям выполнить решение Шевченковского суда, в соответствии с которым было запрещено проводить акции в центре Киева. Некоторое время после того на месте оставались протестующие и народные депутаты, окруженные милицией. Несколько десятков человек были задержаны.
Пострадавших в результате разгона доставляли не только в больницы, но и в штаб «Батькивщины».
В 13:00 оппозиция провела пресс-конференцию, на которой подтвердила проведение новой акции 24 сентября под лозунгами импичмента.

#### 18 сентября
На митинге на Майдане Незлежности, в котором приняли участие до 1000 человек, БЮТ объявил о начале сбора подписей за отставку Президента Украины Леонида Кучмы.

#### 23 сентября
«Несколько десятков» народных депутатов от СПУ, БЮТ и Компартии при активном участии Юрия Луценко вечером оккупировали кабинет президента НТКУ Игоря Сторожука в Киевском телецентре с требованием предоставить им прямой телеэфир для того, чтобы опровергнуть ложь о событиях 16 сентября, распространяемую провластными СМИ. В связи с этим в эфире УТ-1 отсутствовали новости, на экране телеприемников появлялась подвижная строка с надписью: «выпуск новостей не может выйти в эфир из-за захвата эфирной студии народными депутатами А. Морозом, Ю. Тимошенко и П. Симоненко и их сторонников общим количеством более 200 человек».
Усилия оппозиционеров закончились ничем, тройка лидеров дала импровизированную пресс-конференцию и покинула телецентр.

#### 24 сентября

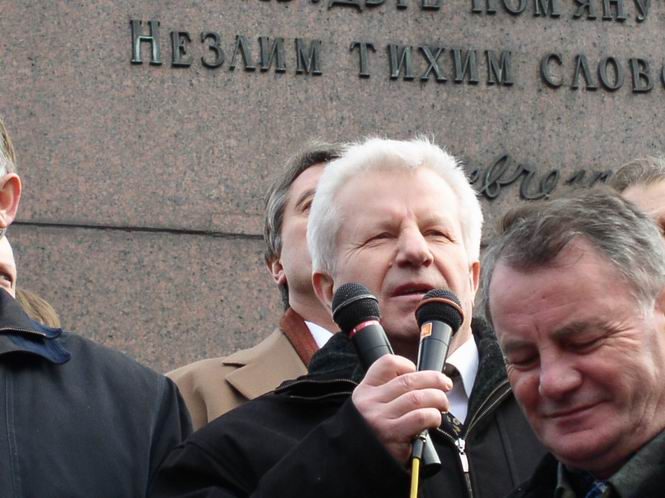
Александр Мороз

В этот день состоялся запланированный оппозиционными силами митинг под стенами Верховной Рады. На нем присутствовали примерно до 5 тысяч человек, несмотря на активные препятствия, которые чинились властями, чтобы не допустить прибытия украинцев в Киев. Ющенко во время выступления в 14 часов дал понять, что возможности для ведения диалога с властью исчерпаны, а «Наша Украина» присоединяется к оппозиции. Тимошенко предложила организовать колонны и идти на Банковую, чтобы вручить Леониду Кучме обращение Всеукраинского народного собрания с требованием о его отставке.
Около 200-400 сотрудников специальных милицейских подразделений в бронежилетах, со щитами и резиновыми дубинками перекрыли улицу Банковую со стороны улицы Институтской, откуда подошли участники протеста. Колонна во главе с народными депутатами прорвала этот кордон.
В 14:50 участники (уже без Ющенко) были на Банковой, и группа народных депутатов (не менее 50, в том числе Тимошенко, Мороз, Симоненко, Луценко, Турчинов, Яворивский, Матвиенко, Стецков, Черновол) зашла на переговоры в Администрацию Президента. Они не смогли пройти дальше третьего этажа, где выстроились спецподразделения в масках, боевых шлемах, с противогазами и автоматическим оружием. К депутатам вышел Медведчук, сообщив, что Кучма занят на встрече с послами. Фактически, "гостей" заблокировали между третьим и четвертым этажами, и это продолжалось более часа. После группа из 49 депутатов объявила голодовку до тех пор, пока не встретится с Кучмой.
В 17:25 Виктор Медведчук объявил, что Президент готов встретиться с двумя-тремя представителями оппозиции на следующий день. Блокировка продолжалась и в дальнейшем. Около 22-23 часов появилось новое требование оппозиционеров: провести экстренное заседание парламента в связи с появлением заявления Госдепартамента США о том, что Украина причастна к нарушению санкций ООН по продаже оружия в Ирак.

#### 25 сентября
После полуночи на Банковой появился следователь Генеральной прокуратуры и зачитал решение, согласно которому народные депутаты незаконным путем захватили территорию Администрации Президента и мешают работе Леонида Кучмы. Таким образом, они должны добровольно или принудительно освободить помещение. Позже стало известно, что Генпрокуратура возбудила уголовное дело в отношении депутатов по статье 344 УК «вмешательство в работу государственного деятеля». Вместе с тем, милиция к силовым действиям ночью не прибегала.
После 11 часов Кучма принял делегацию, в которую вошли Симоненко, Мороз, Тимошенко и Оробец. Эта недолгая встреча состоялась при содействии председателя Верховной Рады Владимира Литвина. Кучма отказался уходить в отставку, депутаты разошлись.
Ничего у вас не выйдет.Леонид Кучма

#### 1 октября
Объявлено, что следующая массовая акция оппозиции состоится 12 октября и будет называться «Народный трибунал».

#### 12 октября

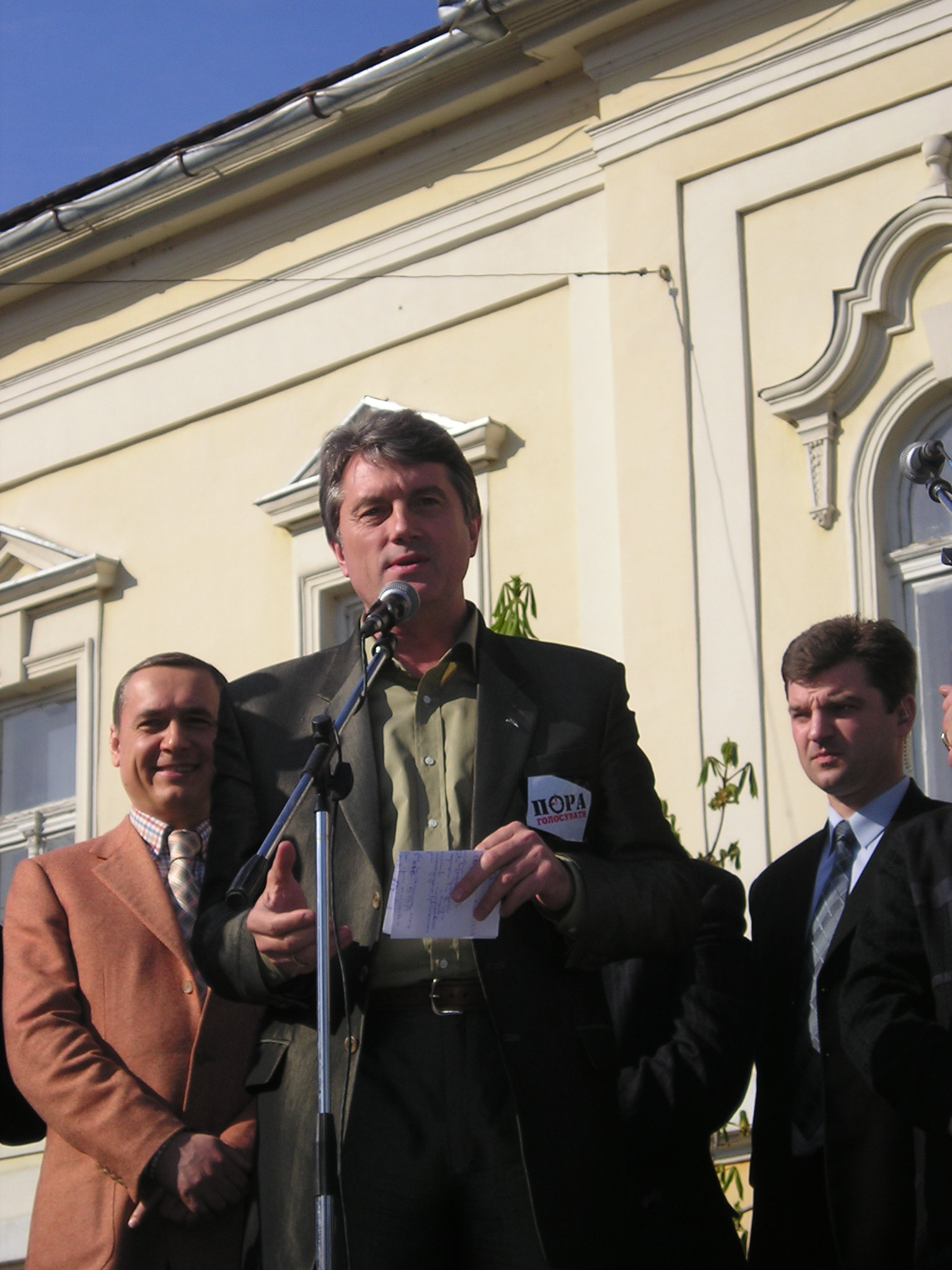
Виктор Ющенко

«Тройка» собрала в Киеве своих сторонников около 13:30 и двинулась к Европейской площади со стороны улицы Грушевского для участия в «Народном трибунале» в рамках акции «Восстань, Украина!».
В 14:10 Турчинов начал митинг. Далее начался инсценированный «трибунал над Кучмой». Председательствующим на трибунале избран Владимир Олейник, бывший мэр Черкасс; секретарем трибунала — социалист Иосиф Винский. Народные обвинители — Виктор Шишкин, Сергей Головатый, Григорий Омельченко и Анатолий Ермак. Поскольку Виктор Медведчук не откликнулся на предложение оппозиционеров защищать на трибунале Леонида Кучму, защитником был избран Олег Ляшко, в то время главный редактор газеты «Свобода». «Прокуроры» требовали приговорить Кучму к пожизненному заключению; выступили «свидетели».
После 16 часов народный трибунал признал Кучму виновным в нарушении Конституции и законов Украины и подверг его «высшей форме народной кары — общему осуждению». Трибунал обратился в судебные органы с требованием применить к президенту пожизненное заключение. После того колонны двинулись к Генеральной прокуратуре.
После передачи решения «трибунала» в форме депутатского обращения первому заместителю генпрокурора, митинг завершился в начале семи часов вечера. Участники акции разошлись. Их количество по разному оценивалось милицией (до 10 тысяч) и организаторами (30-80-100 тысяч).

#### Уголовное дело против Кучмы

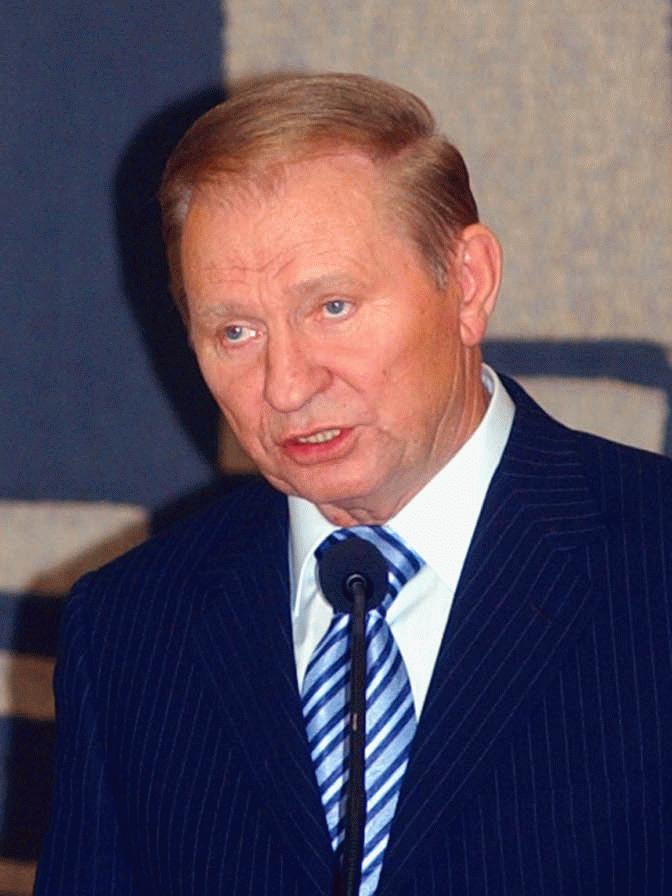
Леонид Кучма

15 октября 2002 года судья Апелляционного суда Киева Юрий Василенко вынес постановление о возбуждении уголовного дела в отношении Президента Украины Леонида Кучмы.
Дело было возбуждено по заявлению оппозиционных народных депутатов по признакам преступлений, предусмотренных ст. 112 («посягательство на жизнь государственного или общественного деятеля», ст. 161 («нарушение равноправия граждан зависимости от их расовой, национальной принадлежности или отношения к религии»), ст. 163 («нарушение тайны переписки, телефонных переговоров»), ст. 170 («препятствование законной деятельности профессиональных союзов, политических партий, общественных организаций»), ст. 171 («препятствование законной профессиональной деятельности журналистов»), ст. 191 («присвоение, растрата имущества или завладение им путем злоупотребления служебным положением»), ст. 333 («незаконный вывоз за пределы Украины сырья, материалов, оборудования для создания оружия, а также военной и специальной техники»), ст. 346 («угроза или насилие относительно государственного или общественного деятеля»), ст. 364 («злоупотребление властью или служебным положением»), ст. 365 («превышение власти или служебных полномочий»), ст. 368 («получение взятки») Уголовного кодекса Украины.
Громкий факт возбуждения уголовного дела приобрел большой резонанс. Однако, отечественные юристы различных политических ориентаций назвали действия судьи Василенко незаконными. 27 декабря 2002 года Верховный Суд Украины отменил постановление Апелляционного суда Киева. Самому судье это стоило карьеры.
Оппозиция пыталась максимально использовать факт возбуждения уголовного дела против действующего главы государства.

#### 19 октября
На Майдане Незалежности состоялся митинг оппозиционных сил, посвященный памяти жертв погибших за десять лет правления президента Кучмы. В 19:20 колонна демонстрантов численностью около 3 тысяч с зажженными свечами подошла к перекрестку улиц Банковой и Институтской. Лидеры оппозиции закрепили на углу этих улиц чугунный лист, на котором написано: «На этой улице будет установлен памятник жертвам режима Кучмы».
Политики в тот день не говорили о попытке собрать рекордное количество людей или о скором успехе акций протеста. Как выразился Иосиф Винский, «идет расшатывание устоев режима».
В дальнейшем оппозиция уже не собирала многолюдных митингов. Верховная Рада не смогла поддержать ни одного постановления по вопросу о политической ситуации в Украине, глава Донецкой области Янукович начал свой путь в кандидаты от власти, усилилась международная изоляция Украины из-за поставления оружия в Ирак. Медийный фон вскоре перекрылся трагическими событиями в Театральном центре на Дубровке (Москва) — «Норд-Ост».

### За пределами Киева

#### Ход акции 16 сентября в регионах
Во Львове возле памятника Тарасу Шевченко на митинг в рамках всеукраинской акции «Восстань, Украина!» собрались почти 12 тысяч жителей.
В Донецке прошёл митинг с участием более 5 тысяч человек.
В Одессе на митинг на Куликовом поле собралось чуть больше 1,5 тысяч человек.
Митинги состоялись также практически во всех райцентрах Черниговщины.
В Черновцах около 3 тысяч представителей оппозиционных политических сил Буковины — СПУ, партии «Батькивщина», КПУ, УНА-УНСО, ПРП, организации «Женская лига» — более 1,5 часа пикетировали здание Черновицкой областной государственной администрации.
В Харькове митинг стал одним из самых многолюдных за последние годы. В нем участвовали примерно 5 тысяч человек.
В Симферополе состоялись два митинга в рамках акции протеста. Один провели крымская организация СПУ и республиканская организация всеукраинского объединения «Батькивщина» (около 150 участников). Второй был организован Республиканским комитетом КПУ и собрал примерно 200 коммунистов.
Оппозиция Днепропетровска провела акцию «Восстань, Украина!» перед зданием обладминистрации, несмотря на запрет Кировского районного суда этого города. По словам организаторов, в акции приняло участие 3-4 тысяч человек, по данным правоохранительных органов — не более 400.
Около 2 тыс. активистов были на митинге в Кировограде.
Примерно 3 тыс. под красными знаменами собрались в Житомире.
В Луцке состоялись два митинга — возле дома обладминистрации (2 тысячи человек) и на Театральной площади, где присутствовали 5 тысяч человек.
Участники всех этих событий призвали президента Кучму уйти в отставку, однако требования различных политических сил дополнялись в зависимости от их программ. Кое-где (например, во Львове) они критиковали друг друга. Нарушений общественного порядка зафиксировано не было.

#### В мире
Митинги, посвященные второй годовщине исчезновения и убийства Георгия Гонгадзе, прошли силами диаспоры 16 сентября в нескольких городах Европы и Америки:
- Брюссель (митинг у представительства Украины при Европейском союзе; около 30 участников)
- Вашингтон (акция «Реквием 2002: Лицом к Правде», организованная Форумом украинских студентов в Америке и Фондом Гонгадзе перед мемориалом Тараса Шевченко; прошло почти 200 человек)
- Нью-Йорк (пикетирование Генерального консульства Украины на 49-й улице; несколько десятков человек)
- Чикаго (пикетирование перед домом генерального консульства на Гурон-стрит; 10 человек)
- Лондон (демонстрация и пикет у украинского посольства).

Отмечалось, что украинские дипломаты достаточно слабо взаимодействовали с активистами.

#### 12 октября в регионах
В Черновцах около 100 представителей оппозиции провели импровизированный «народный трибунал» над Президентом Леонидом Кучмой, приговорив его к пожизненному заключению с отбыванием наказания на закрытых за его времен шахтах в Донецкой области.
В ряде областных центров — в частности, Одессе, Симферополе, Днепропетровске, Львове — также прошла акция «Народный трибунал», в которых принимали участие от 150 до 500 человек.